# Eduard Dreher
Eduard Dreher (* 29. April 1907 in Rockau; † 13. September 1996 in Bonn) war ein deutscher Jurist und hoher Ministerialbeamter in der frühen Bundesrepublik Deutschland. Zur Zeit des Nationalsozialismus war Dreher Erster Staatsanwalt am Sondergericht Innsbruck. Er stieg in den 1960er Jahren zu den einflussreichsten bundesrepublikanischen Strafrechtlern auf. Dreher ist durch seinen Kommentar zum Strafgesetzbuch bekannt geworden.

## Leben

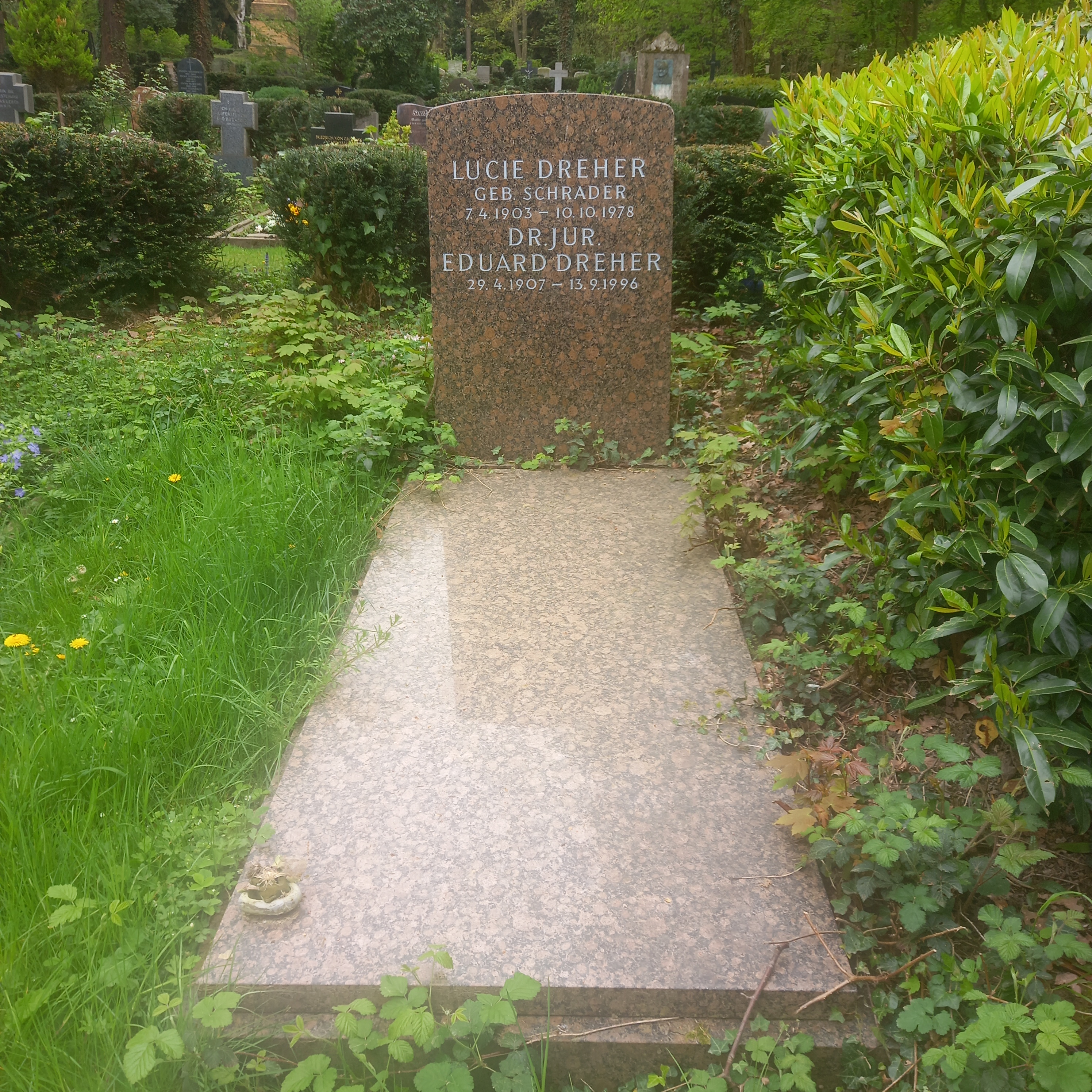
Das Grab von Eduard Dreher und seiner Ehefrau Lucie geborene Schrader auf dem Poppelsdorfer Friedhof in Bonn

Dreher war Sohn des Dresdner Kunstakademie-Professors Richard Dreher. Er besuchte die Kreuzschule und studierte von 1926 bis 1929 in Wien, Kiel, Berlin und Leipzig Rechts- und Staatswissenschaften. Nach dreijährigem Vorbereitungsdienst in Dresden schloss er 1933 seine juristische Ausbildung ab, ein Jahr zuvor wurde er bei Hermann Jahrreiß in Leipzig promoviert. Am 14. Dezember 1937 beantragte er die Aufnahme in die NSDAP und wurde rückwirkend zum 1. Mai desselben Jahres aufgenommen (Mitgliedsnummer 5.343.743).
Ab 1938 war Dreher Staatsanwalt am Landgericht Leipzig, ab September 1938 am Landgericht Dresden. Am 1. Januar 1940 kam er nach einer Bewerbung nach Innsbruck. 1943 wurde er zum Ersten Staatsanwalt des Sondergerichts in Innsbruck befördert, wo politische Gegner juristisch „ausgeschaltet“ wurden. Zudem war er stellvertretender Generalstaatsanwalt.
Nach Ende des Zweiten Weltkrieges kam er nach zwei Jahren als Rechtsanwalt in Stuttgart 1951 auf Empfehlung Adolf Arndts (SPD) in das Bundesministerium der Justiz zur Abteilung II für Strafrecht und Verfahren. Er wurde Generalreferent im Bundesjustizministerium für die „Große Strafrechtsreform“ und war Herausgeber des bekannten Kommentars von Schwarz-Dreher, später Dreher, dann Dreher-Tröndle, dann Tröndle-Fischer (jetzt Fischer StGB, benannt nach Thomas Fischer).

### Justizdienst in Sachsen
Als Gerichtsassessor in Dresden trat er in einer Urteilsanmerkung für das Verbot der Bibelforschervereinigung ein. In der obligatorischen Stellungnahme der Gauleitung Sachsen vom 17. Dezember 1937 zur Ernennung Drehers zum Staatsanwalt heißt es: „Der Gerichtsassessor Dreher betätigt sich aktiv in der NSV als Sachbearbeiter für Jugendhilfe und Statistik. Gegen seine nat.-soz. Zuverlässigkeit bestehen keine Bedenken.“ 1959 bekundete er seine innere Distanz zum Regime, weil er sich geweigert habe, als Gauleiter zu fungieren. „was auch immer das genau heißen soll“.

### Sondergericht Innsbruck

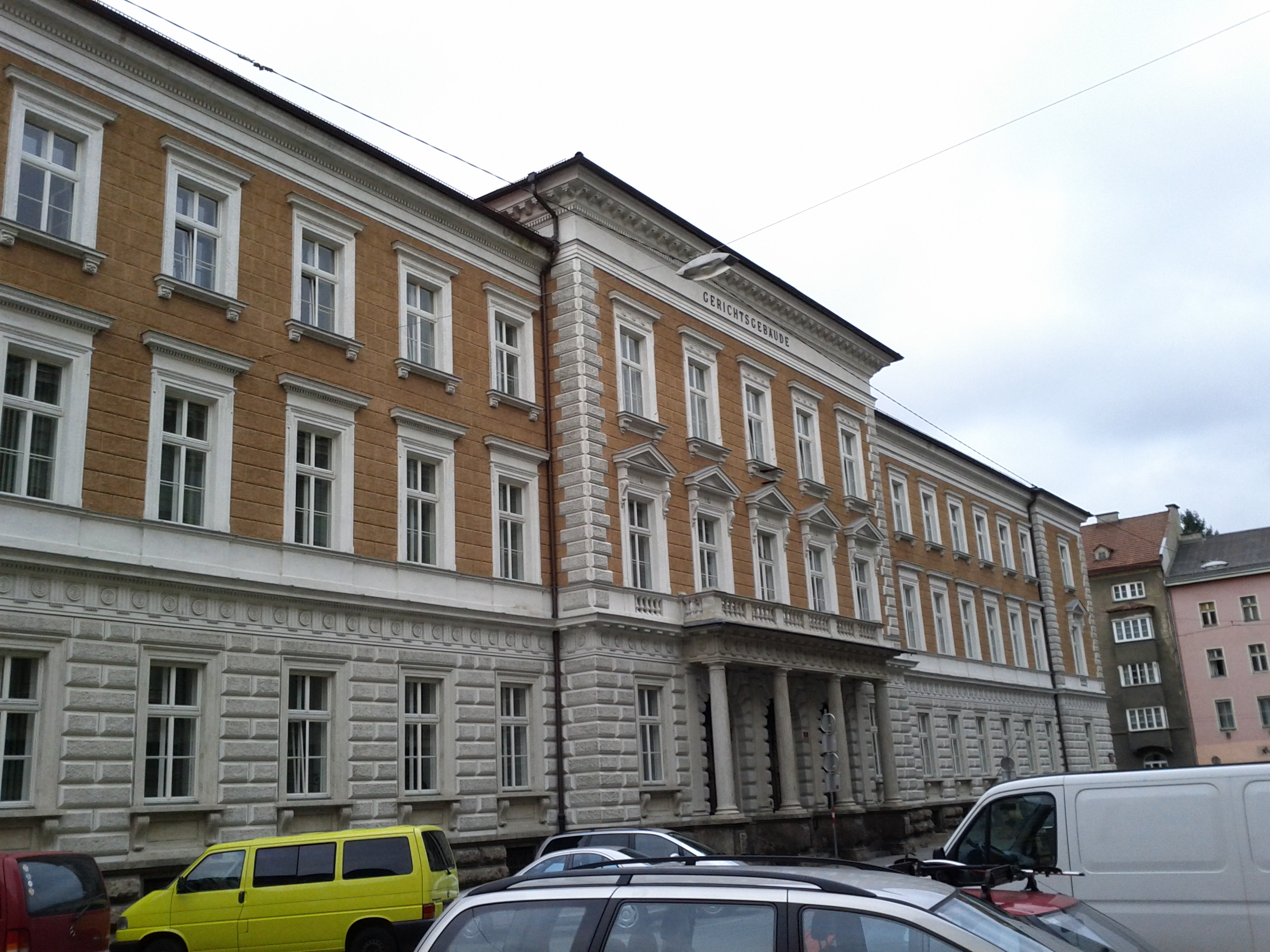
Drehers Arbeitsplatz: die Generalstaatsanwaltschaft Innsbruck im alten Landesgerichtsgebäude

In Österreich galt nach 1938 weiterhin die österreichische Strafprozessordnung bei ordentlichen Gerichten, vor den Sondergerichten hingegen wurde die deutsche Prozessordnung angewendet. Wenn bei „politischen“ Straftatbeständen deutsches und österreichisches Recht konkurrierten, galt deutsches Recht und das Verfahren vor dem Sondergericht ging vor. Eine österreichische Besonderheit war, dass Sondergerichte bei einem oder mehreren Landgerichten gebildet wurden. Im Gerichtssprengel von Innsbruck wurden Sondergerichte in Innsbruck, Feldkirch und Salzburg gebildet. Dreher war „einer jener altreichsdeutschen Staatsanwälte, die offensichtlich die Praxis der Justiz im Dritten Reich den Österreichern beizubringen hatten.“
Dreher war in Innsbruck seiner Aussage nach bis Herbst 1940 in politischen, dann bis 1945 in kriegswirtschaftlichen Sachen tätig. Vor dem Sondergericht Feldkirch vertrat er bei über 40 % der Prozesse die Anklage. Seine Theorien in Aufsätzen über das Heimtückegesetz und die Rundfunkverordnung hatten an der Feldkircher Sondergerichtspraxis bei über 200 deswegen verurteilten Personen ihren Anteil.
Beim Sondergericht Innsbruck war er der mit Abstand häufigste Sitzungsvertreter in Heimtücke-Angelegenheiten von 1939 bis 1944. Er hatte oft Wiederholungstäter anzuklagen. Seine Forderungspraxis lag im eher unteren Mittelfeld. Unter dem Eindruck der Justizkrise durch Hitlers Reichstagsrede vom 26. April 1942 hob Dreher seine Strafforderungspraxis im Durchschnitt kurzfristig stark an. Zu dieser Zeit war der „Alte Kämpfer“ Rudolf Löderer (1891–), ein Scharfmacher und fanatischer Nationalsozialist, Generalstaatsanwalt in Innsbruck.
In der dienstlichen Beurteilung vom 17. Juni 1943 heißt es: „Besonders schätze ich an ihm außer seinem gediegenen Können seine Festigkeit und innere Sicherheit. Er ist keine Kompromissnatur, sondern ein wirklicher Könner und eine zur Führung geeignete Persönlichkeit. Ebenso halte ich ihn auf politischem Gebiete für vollkommen überzeugungstreu und verlässlich.“ Dreher verblieb bis 1945 in Innsbruck. Die Generalstaatsanwaltschaft Innsbruck erklärte am 3. Juli 1945: „Ihre Verabschiedung erfolgt nur aus dem Grunde, weil die Voraussetzung für eine Weiterverwendung in einem öffentlichen Amte als Deutscher Staatsangehöriger nicht gegeben ist. Die Überprüfung ihrer dienstlichen Tätigkeit bei der Staatsanwaltschaft und Generalstaatsanwaltschaft hat keinen Anlass zu einer Beanstandung ergeben.“ Kommissarischer Generalstaatsanwalt seit dem 1. Juni 1945 war Alarich Obrist. Obrist hatte vor 1938 der deutschnationalen Bewegung nahegestanden. Er war als Leiter der Staatsanwaltschaft Feldkirch einer der wenigen oberen Juristen, die von der NSDAP im Amt belassen wurden, und kam zeitgleich mit Dreher als Stellvertretender Generalstaatsanwalt nach Innsbruck. Nach dem Widerstandskämpfer Ernst Grünewald galt Obrist als nicht belastet, auch wenn ihn die Franzosen im Anhaltelager Reichenau einsperrten. Drehers Kollege aus dem Altreich, der Feldkircher Oberstaatsanwalt Herbert Möller (1902–1981), OGH-Richter 1954–1967, wäre nach der Befreiung 1945 beinahe gelyncht worden, da er in der Bevölkerung verhasst war.
Die Akten der Generalstaatsanwaltschaft Innsbruck sind laut Obrist weitgehend vernichtet, die vorhandenen Bestände unskartiert. Die Prozessakten zum Sondergericht Innsbruck sind zu über 80 % vorhanden.

#### Todesstrafen

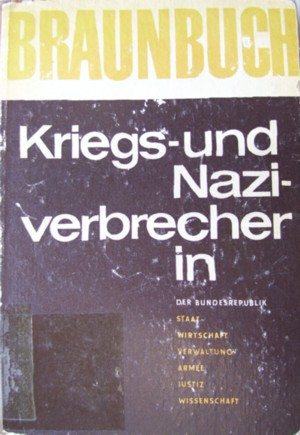
Dreher, einer der „Braunbuchjuristen“

Außerhalb des juristischen Fachpublikums wurde er insbesondere durch die im Braunbuch der DDR publizierten Vorwürfe bekannt. Bereits im Mai 1957 legte ihm der (ostdeutsche) Ausschuss für Deutsche Einheit seine Tätigkeit als Erster Staatsanwalt am Sondergericht Innsbruck zur Last. Vorgeworfen wurden ihm drei Anklagen aus den Jahren 1942–1944. Die Vorwürfe wurden unter „Heranziehung der alten Akten“, die jeweils aus Wien angefordert wurden, im Bundesjustizministerium ab 1959 geprüft.

##### Karoline Hauser
In der Verhandlung des Sondergerichts Innsbruck am 15. April 1942 beantragte Dreher als Staatsanwalt gegen die österreichische Hausiererin Karoline Hauser als Volksschädling und gefährliche Gewohnheitverbrecherin die Todesstrafe. Nach dem Braunbuch hatte Hauser von einem Altstoffhändler Kleiderkartenpunkte gekauft, die dieser zum Einstampfen hatte geben sollen. Nach Drehers Personalakte beging sie einen umfangreichen Kleiderkartendiebstahl in Gewinnerzielungsabsicht. Das Sondergericht folgte dem Antrag Drehers nicht. Es verurteilte Hauser zu 15 Jahren Zuchthaus. Dreher genügte das nicht; er regte eine Nichtigkeitsbeschwerde an. Vor oder nach der Anregung Drehers geißelte Adolf Hitler in seiner Reichstagsrede vom 26. April 1942 die zu milden Urteile der Justiz. Der (österreichische) VI. Strafsenat des Reichsgerichts hob das Urteil am 19. Juni auf und verwies nochmals zurück. Am 14. August 1942 beantragte Dreher wieder die Todesstrafe.

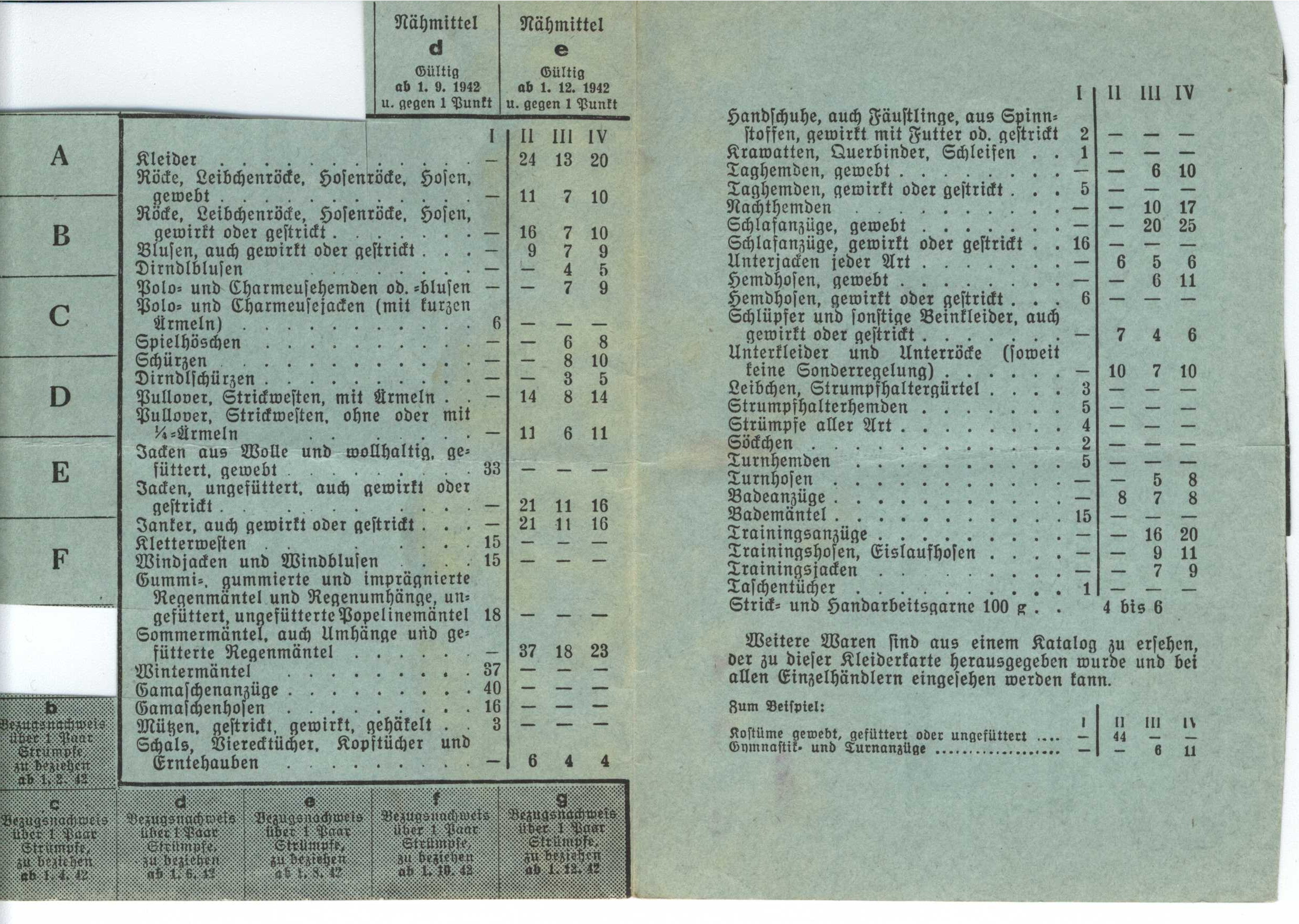
Eine fast aufgebrauchte Kleiderkarte 1942

Unklar ist, ob Dreher in den Anklagen § 1 I 2 KWVO analog bzw. § 1 II, I 2 KWVO idF. vom 25. März 1942 anwendete oder wegen § 2 bzw. 4 und §§ 20a StGB 1941, 176 I a StG 1852 die Todesstrafe beantragte. Nach einer dienstlichen Erklärung 1959 war er an Todesstrafen mit kriegswirtschaftlichem Hintergrund nicht beteiligt. Das Sondergericht folgte wieder nicht seinem Antrag und verblieb beim selben Strafmaß. Dreher ließ Hauser in ein Arbeitserziehungslager verbringen, was in der Sache einem Konzentrationslager entsprach (Aktenzeichen: KLs. 37/42). Im selben Zeitraum, am 15. September 1942, bekam er einen neuen Vorgesetzten, Anton Köllinger (geb. 1883), dessen Stellvertreter er für ein Jahr wurde. Durch die Befreiungsamnestie vom 6. März 1946 wurde die Strafe vom Landesgericht Innsbruck im Schuldspruch aufgehoben und Hauser zu 3¼ Jahren schweren Kerkers verurteilt.

##### Josef Knoflach

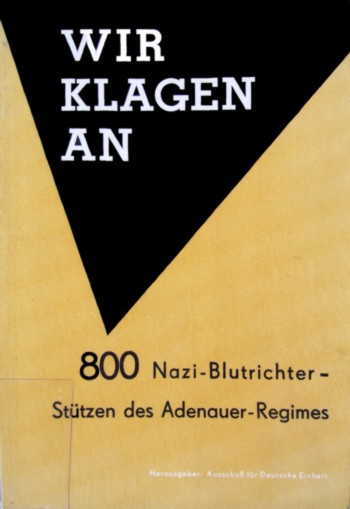
Broschüre des Ostberliner Ausschusses für Deutsche Einheit im Rahmen der Blutrichter-Kampagne

Ein weiteres Opfer war der Gärtner Josef Knoflach aus Patsch. Auf Antrag Drehers verhängte das Sondergericht Innsbruck am 19. Juli 1943 das Todesurteil, weil er ein Fahrrad unbefugt benutzt und einige Lebensmittel entwendet hatte. Angewendete Strafgesetze waren § 1 des Gewaltverbrechergesetzes vom 4. September 1942 und […] der Gewaltverbrecherverordnung vom 5. Dezember 1939. § 1 des Gesetzes zur Änderung des Reichsstrafgesetzbuches vom 4. September 1941, RGBl. I, S. 549 war in Österreich nicht anwendbar. Nur die Gewaltverbrecherverordnung, RGBl. I, S. 2378, sah die Todesstrafe vor. In § 20a StGB in der „ostmärkischen“ Fassung fehlt die Todesstrafe im Gegensatz zur Altreichsfassung. Der Angeklagte arbeitete in einer Gärtnerei von 5 Uhr früh bis 8 Uhr oder 10 Uhr abends und wohnte beim Arbeitgeber. Nach Angaben des Gärtnereibesitzers gab es infolge des Kriegs denselben Verpflegungsatz der Kriegsgefangenen und Ostarbeiter auch für die anderen Arbeiter. Als Knoflach spätabends nach der Arbeit nirgendwo mehr Essen erhielt, nahm er ein fremdes Fahrrad in Besitz, um in zwei Bauernhöfe einzubrechen. Er stahl einen halben Laib Brot, ein halbes Kilo Zucker, etwas Käse und etwa ein Kilo Speck. Nachdem er gestellt worden war, wurde seine Flucht durch das Fenster verhindert, indem er an den Beinen festgehalten wurde. Nach den Urteilsfeststellungen ergriff er ein Holzscheit, klemmte es unter den linken Arm und machte damit einige Bewegungen. Dieses Scheit wurde ihm aber ziemlich mühelos entwunden. Der Angeklagte wartete dann in der Wohnstube, bis die Gendarmerie erschien. Dreher klagte wegen Gewohnheitsverbrechens, Gewaltverbrechens und Verdunkelungsverbrechens an. Obschon der Milderungsgrund Entwenden von Lebensmittel im geringen Wert, um seinen Hunger zu stillen, anerkannt wurde, wurde Knoflach verurteilt. Ein Innsbrucker Verteidiger betrieb dessen Begnadigung beim Reichsjustizministerium zusammen mit dem Sondergericht und dem Oberstaatsanwalt. Er wurde auch von der Gauleitung Innsbruck unterstützt: „Die Vollstreckung des Todesurteils würde in der Bevölkerung ohne Zweifel als viel zu weitgehend empfunden werden.“ Der Sachbearbeiter des Reichsjustizministeriums meinte, die Beantragung des Todesurteils sei „unbegreiflich“ und befand, „das Sondergericht hätte es nicht einfach darauf abstellen dürfen, daß sich der Verurteilte mit einem Holzscheit gegen seine Verfolger wandte, sondern auch darauf eingehen müssen, wie er es handhabte. Die Art, wie der ziemlich hilflose Mann mit dem unhandlichen Holzscheit herumfuchtelte, war verhältnismäßig harmlos und jedenfalls nach natürlichem, gesundem Empfinden nicht ohne weiteres todeswürdig.“ Das Todesurteil wurde im Gnadenwege zu 8 Jahre Zuchthaus abgeändert (Az. KLs 104/43).

##### Anton Rathgeber

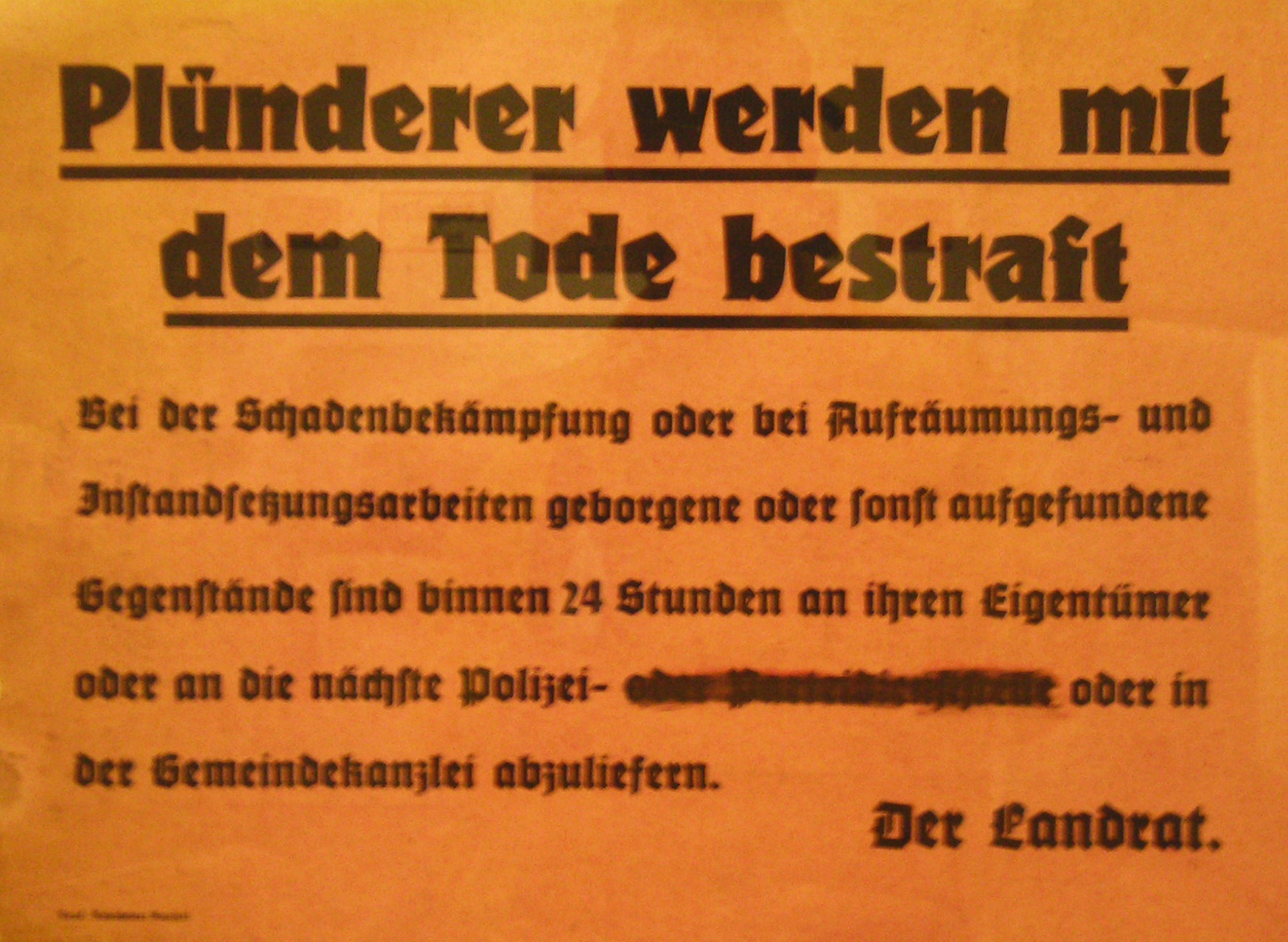
Todesstrafe für Plünderer, nach der Befreiung 1945 wurde hier die Parteidienststelle unkenntlich gemacht.

Nach einem Luftangriff auf Innsbruck wurde der 62-jährige Kaffeebrenner Anton Rathgeber am 27. April 1944 zum Tode verurteilt, weil er dem Gericht zufolge vier bis fünf Wochen hindurch nach Bombenangriffen auf Innsbruck geplündert habe. Rathgeber verteidigte sich damit, dass er die Gegenstände im Wert von ungefähr 200 Reichsmark (verschmutzte Kleidungsstücke, leerer Korbkoffer, Stück Leinwand, Autoplane, Segeltuchsack) als herrenlos angesehen hatte und Eigentümer nicht mehr ermittelt werden konnten. Sein vollständiges Geständnis verhinderte nicht die „gesetzlich allein vorgesehene Todesstrafe“ nach Dreher, da er „15mal vorbestraft, darunter 6mal wegen Diebstahls“ war. Die Diebstähle bei seinem Arbeitgeber lagen 6 Jahre zurück und betrafen insgesamt etwa dreieinhalb Kilo Feigenkaffee für den Eigengebrauch. Der Verteidiger stellte den Gnadenantrag für Rathgeber, der als Frontsoldat verwundet worden war und zwei Auszeichnungen erhalten hatte. Dem schlossen sich der Arbeitgeber und das Gericht an. Das Gericht befand, dass wegen der Zeitspanne nicht mehr von einer Plünderung im Zusammenhang mit feindlichen Angriffen die Rede sein könne, und hielt eine Zuchthausstrafe von zwölf Jahren für angemessen, da ohne das volle und reumütige Geständnis ein Schuldspruch im vollen Umfang gar nicht möglich gewesen wäre. Dreher lehnte in Vertretung des Generalstaatsanwalts den Gnadenantrag am 3. Mai 1944 ab: „Rathgeber hat in vier Fällen wertvolle Sachen geplündert und hat zahlreiche Vorstrafen. Wenn diese auch im wesentlichen weit zurückliegen, so hat der Verurteilte doch durch die neuen Taten und die festgestellten Diebstähle zum Schaden seines Dienstgebers gezeigt, daß er nach wie vor zu Rechtsbrüchen neigt. Milderungsumstände erscheinen demgegenüber nicht so bedeutend, um von der bei Plünderern grundsätzlich gebotenen Strafe absehen zu können.“
Dreher verteidigte sich 1959 intern damit, dass ihn der Generalstaatsanwalt Anton Köllinger angewiesen habe. Er selbst habe nicht votiert. Nach seiner Erinnerung war entscheidend: Vor den Trümmergrundstücken seien Tafeln gestanden, die Plünderern die Todesstrafe androhten. Rathgeber soll der erste gefasste Täter gewesen sein und aus Abschreckung musste er zum Tode verurteilt werden. Nach anderen Angaben wurden bereits am nächsten Tag nach dem 1. Luftangriff am 15. Dezember 1943 sieben „Fremdarbeiter“ als Plünderer zum Tode verurteilt und eine Pressemitteilung herausgegeben. In der internen Überprüfung 1959 schrieb als Gutachter Ministerialdirigent Josef Schafheutle, der sowohl im Reichs- als auch im Bundesjustizministerium verantwortlich für politisches Strafrecht war: „Dr. Dreher hat sich hiernach bei der Erhebung der Anklage und der Vertretung der Anklage in der Hauptverhandlung des Sondergerichts dem Rechtszustand gefügt, der durch § 1 der Volksschädlingsverordnung und die Rechtsprechung der Gerichte, insbesondere des Reichsgerichts, in der Kriegszeit geschaffen worden war. Ein gangbarer Ausweg, dem Antrag auf Todesstrafe gegen Rathgeber zu entgehen, hat für ihn als Vertreter der Staatsanwaltschaft nicht bestanden.“

##### Weitere Fälle
Mit der Aufarbeitung der Vergangenheit des Bundesjustizministeriums wurden 2016 weitere 17 Fälle bekannt, in denen Dreher als Sitzungsvertreter der Staatsanwaltschaft Todesstrafen forderte. Besonders irritierend war der Fall Leimberger vom 24. November 1942. Innert zehn Stunden nachdem Leimberger einen Polizisten in der Untersuchungshaft tödlich niedergestochen hat, wurde er auf Antrag Drehers zum Tode verurteilt und am 27. November 1942 enthauptet. „Hier muss sogar vermutet werden, dass es sich um ein «Nicht-Urteil» handelte, weil es unter Missachtung sämtlicher Verfahrenssicherheiten zustande kam. Unter dieser Voraussetzung hatte Dreher sich möglicherweise als Teilnehmer oder sogar als Mittäter eines Tötungsdelikts des Gerichts strafbar gemacht, weil er die Hinrichtung persönlich mit Vorsatz und unerbittlicher Konsequenz betrieben hatte.“

### Bundesjustizministerium
Am 11. Juli 1947 wurde Eduard Dreher in Garmisch-Partenkirchen als Mitläufer entnazifiziert. Auf dieses „weitgehend entlastende Spruchkammerverfahren“ hat er sich immer wieder berufen. Danach kam er nach Stuttgart und war bei einem Rechtsanwalt Wilhelm Geiger tätig. Seine Rechtsanwaltszulassung in Stuttgart wurde ihm vom Kammerpräsidenten wiederholt verwehrt, unter der Begründung, dass Dreher im NS-System verstrickt und als ehemaliger Staatsanwalt unqualifiziert sei. Dreher schrieb wiederholt und zunehmend verärgert den Landgerichtspräsidenten an, und so wurde Dreher nach dem 25. Mai 1949 am Landgericht Stuttgart zugelassen unter Protest des Vorsitzenden der Rechtsanwaltskammer Nord-Württemberg.

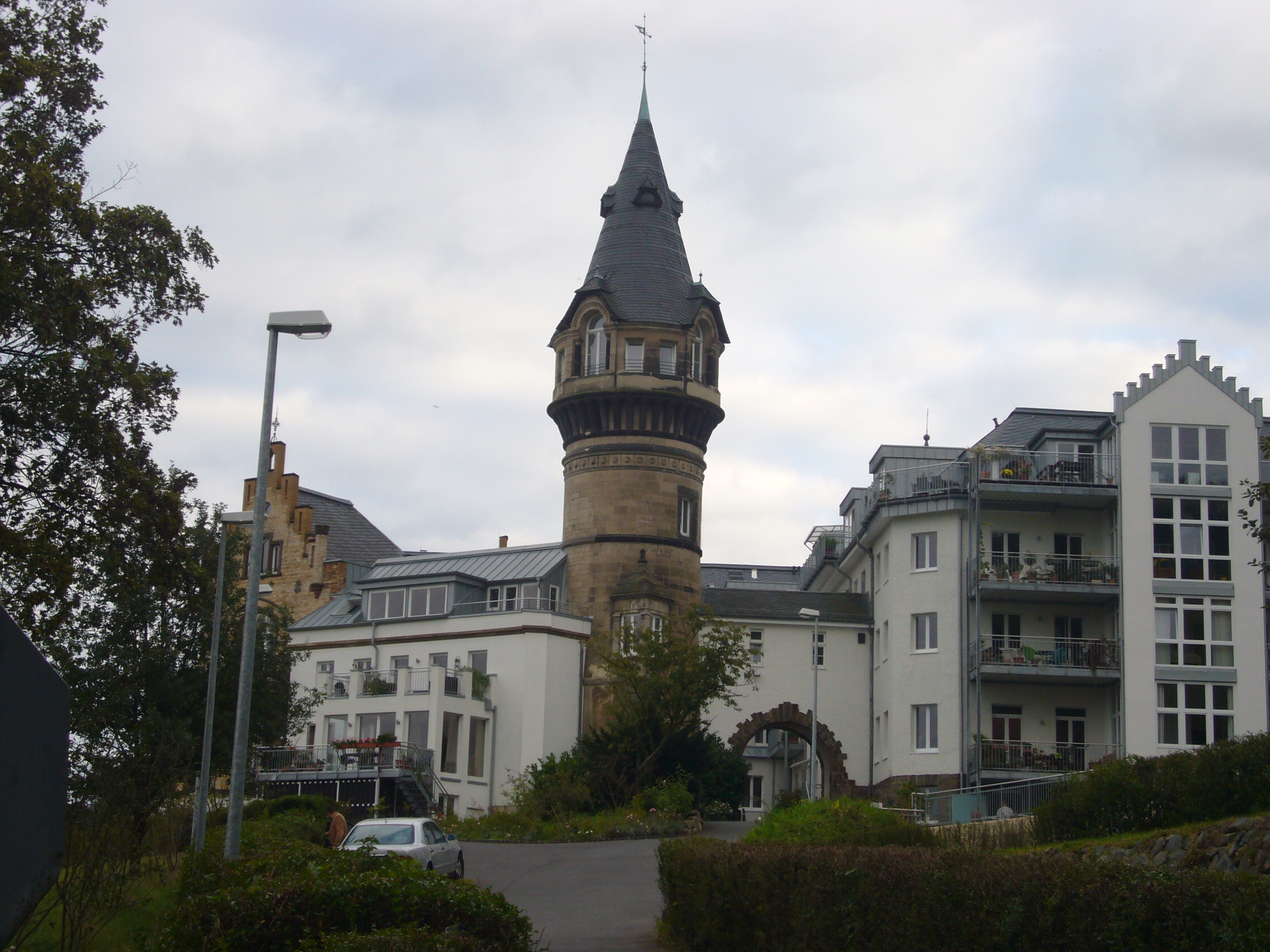
Die Rosenburg, Sitz des BMJ bis 1973

Er wurde Ende 1950 von Adolf Arndt (SPD) dem Bundesjustizministerium empfohlen. Obschon Dreher oft angegriffen wurde, machte er von 1951 bis 1969 Karriere im Bundesjustizministerium. Interne Überprüfungen seiner Sondergerichtstätigkeiten waren dem Aufstieg nicht hinderlich, ausgenommen beim Fall Rathgeber, der 1959 publik wurde. Anfang 1959 stand Dreher im Gespräch für den Posten eines Bundesrichters, da dringender Bedarf an qualifizierten Strafrechtlern zu verzeichnen sei. Zu dieser Zeit war Senatspräsident Ernst Kanter bereits unhaltbar geworden. Bevor Dreher Strafrechtsreferent und Koordinator der Großen Strafrechtskommission wurde, übte diese Funktion Kanter aus.
Zunächst war Dreher zwischen 1951 und 1966 Leiter des Referates für Sachliches Strafrecht. Ab 1954 war er zuständig für die Strafrechtsreform. Zusätzlich zu diesem Generalreferat war er von 1954 bis 1961 Leiter des Referats für das Strafgesetzbuch, Allgemeiner Teil, 1961 bis 1969 (bis 1966 zusätzlich) Leiter der Unterabteilung II A.

#### Verjährungsskandal
Tragend war seine Rolle im Verjährungsskandal. Als in der zweiten Hälfte der 1960er Jahre das Einführungsgesetz zum Gesetz über Ordnungswidrigkeiten (EGOWiG) erarbeitet wurde, erhielt Letzteres eine verklausulierte Bestimmung, die dazu führte, dass bei damaliger Rechtslage der überwiegende Teil der Täter, die im Nationalsozialismus an Morden beteiligt waren, in den Genuss der Verjährung kam und damit straffrei blieb. Die Forschung geht heute davon aus, dass Eduard Dreher der dafür im Justizministerium Verantwortliche war.
Anfangs wollten allerdings alle Beteiligten an eine Panne glauben. Der Bundestag war sich 1969 darin einig. 1981 schrieb der damalige Staatssekretär Günther Erkel (SPD) an Dreher, wie sehr er es bedaure, dass dieser Gegenstand von „Anwürfen“ geworden sei. Dreher antwortete: „Es erfüllt mich mit Befriedigung, dass mir das Haus in dieser unerquicklichen Angelegenheit zur Seite steht.“ Ein direkter Nachweis der Urheberschaft Drehers ließ sich über lange Zeit wegen der Unzugänglichkeit der Akten nicht führen. Hubert Rottleuthner: „Der zeitgeschichtlichen Forschung bleiben mangels Selbstbekundungen nur Unterstellungen, etwas gehobener ausgedrückt: eine rationale Rekonstruktion.“ Die Gesetzesentwürfe des OWiG und des StGB wurden im Juli 1964 aufeinander abgestimmt. Der Leiter der für das OWiG zuständigen Kommission, Lackner, zog deswegen den für den StGB-Entwurf verantwortlichen Dreher zu den Beratungen hinzu. Die Akten der entscheidenden Abteilungsleiterbesprechung im Bundesjustizministerium 1964 sind bis jetzt nicht gefunden worden, in der der federführende Referent und Urheber der verschleierten „Amnestie“ aufgeführt sein müsste: „Die Akten wurden vermutlich gesäubert.“
Ulrich Herbert stellte in seiner Bestbiografie die These auf, dass die Amnestie auf Initiative Achenbachs und Bests erfolgte.
2012 gab die damalige Justizministerin Sabine Leutheusser-Schnarrenberger ein Projekt in Auftrag, in dessen Rahmen sich eine Historikerkommission mit der frühen Phase des BMJ beschäftigt. Die Kommission unter Manfred Görtemaker (Historiker) und Christoph Safferling (Rechtswissenschaftler) erarbeitete bis Herbst 2016 ihre Ergebnisse. Safferling konstatierte schon im Interview 2013: „Dreher erweist sich als besonders hart: Für den Diebstahl von Stoffbahnen etwa beantragt er die Todesstrafe. Wenn diese nicht verhängt wird, ist er bereit, sie in der nächsten Instanz zu fordern. Daran kann man erkennen, dass hier jemand gewirkt hat, der hinter dem System stand.“ Rückert befand in der Bestandsaufnahme der Historikerkommission 2013, die Vorwürfe seien nur „sehr begrenzt tragfähig“ gewesen und meinte, am Nürnberger Maßstab des Juristenprozesses gemessen seien jedenfalls „keine kritisch Belasteten im Ministerium tätig geworden“.
Im Abschlussbericht der Historikerkommission 2016 wurden Indizien für eine absichtliche Manipulation Drehers in der Frage der nachträglichen Verjährung dargestellt. Görtemaker und Safferling zeigen auf, dass Dreher der einzige gewesen sei, „der ein Motiv, die Mittel und die Gelegenheit besaß“, die Gesetzgebung zu manipulieren. Als Tatwerkzeug benennen sie eine Randnotiz auf einem Vermerk.
Das Einführungsgesetz zum Gesetz über Ordnungswidrigkeiten (EGOWiG) wird auch als Dreher-Gesetz bezeichnet.
Der Verjährungsskandal wird verarbeitet in dem Roman Der Fall Collini von Ferdinand von Schirach (2011) sowie dem auf dem Roman basierenden Film „Der Fall Collini“ mit Elyas M’Barek und Heiner Lauterbach, der 2019 in die Kinos kam.

#### Kriegsgerichte für die Bundesrepublik
Es ist ungeklärt, ob er sich für eine von manchen Seiten kritisierte Kriegsgerichtsbarkeit in der Bundesrepublik eingesetzt hat.

## Werke
Eduard Dreher war Kommentator des Strafgesetzbuches in der Reihe der Beckschen Kurzkommentare von 1961 bis 1977 (23.–37. Auflage). Der von Otto Schwarz begründete und später als Schwarz-Dreher erschienene Kommentar gilt als Standardwerk, wurde von Herbert Tröndle weitergeführt (vgl. heute: Fischer StGB). Zu Drehers 70. Geburtstag erschien eine Festschrift; einer der beiden Herausgeber war Hans-Heinrich Jescheck.

## Filme, Filmbeiträge
- Gerolf Karwath: Hitlers Eliten nach 1945. Teil 4: Juristen – Freispruch in eigener Sache. Regie: Holger Hillesheim. Südwestrundfunk (SWR, 2002).
- Christoph Weber: Akte D (1/3) – Das Versagen der Nachkriegsjustiz. Dokumentation, 2014, 45 Min. Mitwirkung von Norbert Frei (Senderkommentar bei Phoenix.de vom Nov. 2016).
- Marco Kreuzpaintner: Der Fall Collini. Gerichtsdrama, 2019.